# Gastón Silva
Gastón Alexis Silva Perdomo, noto come Gastón Silva (Salto, 5 marzo 1994), è un calciatore uruguaiano con passaporto italiano, difensore del Peñarol.

## Caratteristiche
Mancino naturale, nel Defensor Sporting è stato sempre schierato come terzino di fascia sinistra, suo ruolo preferito, mentre nelle rappresentative nazionali è stato spesso impiegato anche come difensore centrale. Abile nei contrasti, è dotato di ottima tecnica, fisicità e abilità nel gioco aereo.

## Carriera

### Club

#### Defensor Sporting
Inizia la sua carriera professionistica nel Defensor Sporting, debuttando l'8 novembre 2011, a sedici anni, nella vittoria esterna per 0-2 contro il Montevideo Wanderers, subentrando nel finale a Brahian Alemán. Il 18 aprile 2012 fa il suo debutto ufficiale anche in Copa Libertadores, nella vittoria in trasferta per 1-3 contro gli argentini del Vélez Sarsfield.
Nella Primera División Uruguayana 2011-2012 gioca una partita nel torneo di Apertura, ma è spesso titolare nel torneo di Clausura, contribuendo alla vittoria finale. Nella stagione successiva gioca in tutto 17 partite in campionato e 4 in Coppa Libertadores, confermandosi come uno dei prospetti emergenti del calcio uruguagio.

#### Torino
Il 21 luglio 2014 viene formalizzato il suo passaggio a titolo definitivo per due milioni e trecentomila euro al Torino, con cui firma un contratto di quattro anni con opzione per il quinto. Il 18 settembre successivo debutta in maglia granata nella gara di Europa League contro il Club Bruges. Segna il primo gol in maglia granata in coppa contro il Copenaghen, partita terminata 1-5. Nelle sue due stagioni in granata colleziona 22 presenze e 1 rete.

#### Granada
Il 18 agosto 2016 viene girato in prestito alla formazione del Granada, con la quale colleziona ventidue presenze nella Liga.

#### Independiente
Il 6 settembre 2017 firma un contratto con l'Independiente, dopo che il 25 luglio 2017 era stato annunciato ufficialmente il suo passaggio ai messicani dei Pumas.

#### Huesca
Il 3 settembre 2020 fa ritorno in Liga firmando per l'Huesca.

#### Cartagena
Il 23 agosto 2021 firma un contratto annuale con il FC Cartagena.

#### Puebla
Il 1º luglio 2022, il giocatore approda a costo zero in Messico, accasandosi al Puebla.

### Nazionale
Ha disputato il campionato sudamericano Under-17 e il mondiale Under-17 con la maglia della nazionale Under-17 nel 2011.
Nel 2013, con l'Under-20, disputa il campionato mondiale di categoria da capitano, si classifica secondo dietro la Francia campione e segna uno dei rigori nella semifinale contro l'Iraq.
Viene convocato per la Copa América Centenario negli Stati Uniti, in sostituzione dell'infortunato Sebastián Coates.

## Statistiche

### Presenze e reti nei club
Statistiche aggiornate al 17 maggio 2025.
| Stagione                 | Squadra                  | Campionato               | Campionato | Campionato | Coppe nazionali | Coppe nazionali | Coppe nazionali | Coppe continentali | Coppe continentali | Coppe continentali | Altre coppe | Altre coppe | Altre coppe | Totale | Totale |
| Stagione                 | Squadra                  | Comp                     | Pres       | Reti       | Comp            | Pres            | Reti            | Comp               | Pres               | Reti               | Comp        | Pres        | Reti        | Pres   | Reti   |
| ------------------------ | ------------------------ | ------------------------ | ---------- | ---------- | --------------- | --------------- | --------------- | ------------------ | ------------------ | ------------------ | ----------- | ----------- | ----------- | ------ | ------ |
| 2011-2012                | Defensor Sporting        | PD                       | 1          | 0          | -               | -               | -               | CL                 | 1                  | 0                  | -           | -           | -           | 2      | 0      |
| 2012-2013                | Defensor Sporting        | PD                       | 7          | 0          | -               | -               | -               | CL                 | 0                  | 0                  | -           | -           | -           | 7      | 0      |
| 2013-2014                | Defensor Sporting        | PD                       | 17         | 0          | -               | -               | -               | CL                 | 4                  | 0                  | -           | -           | -           | 21     | 0      |
| Totale Defensor Sporting | Totale Defensor Sporting | Totale Defensor Sporting | 25         | 0          |                 | -               | -               |                    | 5                  | 0                  |             | -           | -           | 30     | 0      |
| 2014-2015                | Torino                   | A                        | 5          | 0          | CI              | 0               | 0               | UEL                | 4                  | 1                  | -           | -           | -           | 9      | 1      |
| 2015-2016                | Torino                   | A                        | 12         | 0          | CI              | 1               | 0               | -                  | -                  | -                  | -           | -           | -           | 13     | 0      |
| Totale Torino            | Totale Torino            | Totale Torino            | 17         | 0          |                 | 1               | 0               |                    | 4                  | 1                  |             | -           | -           | 22     | 1      |
| 2016-2017                | Granada                  | PD                       | 22         | 0          | CR              | 1               | 0               | -                  | -                  | -                  | -           | -           | -           | 23     | 0      |
| 2017-2018                | Independiente            | PD                       | 12         | 1          | CA              | 1               | 0               | CS+CL              | 6+8                | 0                  | RS+CSB      | 2+1         | 0           | 30     | 1      |
| 2018-2019                | Independiente            | PD                       | 14         | 0          | CA+CdS          | 3+0             | 1               | CS                 | 7                  | 0                  | -           | -           | -           | 24     | 1      |
| 2019-2020                | Independiente            | PD                       | 18         | 0          | CA+CdS          | 0+1             | 0               | CS                 | 1                  | 0                  | -           | -           | -           | 20     | 0      |
| Totale Independiente     | Totale Independiente     | Totale Independiente     | 44         | 1          |                 | 5               | 1               |                    | 22                 | 0                  |             | 3           | 0           | 74     | 2      |
| 2020-2021                | Huesca                   | PD                       | 12         | 0          | CR              | 2               | 0               | -                  | -                  | -                  | -           | -           | -           | 14     | 0      |
| 2021-2022                | FC Cartagena             | SD                       | 27         | 1          | CR              | 2               | 0               | -                  | -                  | -                  | -           | -           | -           | 29     | 1      |
| 2022-2023                | Puebla                   | LMX                      | 36         | 1          | -               | -               | -               | -                  | -                  | -                  | -           | -           | -           | 36     | 1      |
| 2023-2024                | Puebla                   | LMX                      | 31         | 1          | -               | -               | -               | -                  | -                  | -                  | LC          | 2           | 0           | 33     | 1      |
| Totale Puebla            | Totale Puebla            | Totale Puebla            | 67         | 2          |                 | -               | -               |                    | -                  | -                  |             | 2           | 0           | 69     | 2      |
| 2025                     | Peñarol                  | PD                       | 2          | 0          | -               | -               | -               | CL                 | 0                  | 0                  | SU          | -           | -           | 2      | 0      |
| Totale carriera          | Totale carriera          | Totale carriera          | 216        | 4          |                 | 11              | 1               |                    | 31                 | 1                  |             | 5           | 0           | 263    | 6      |

### Cronologia presenze e reti in nazionale
| Cronologia completa delle presenze e delle reti in nazionale ― Uruguay | Cronologia completa delle presenze e delle reti in nazionale ― Uruguay | Cronologia completa delle presenze e delle reti in nazionale ― Uruguay | Cronologia completa delle presenze e delle reti in nazionale ― Uruguay | Cronologia completa delle presenze e delle reti in nazionale ― Uruguay | Cronologia completa delle presenze e delle reti in nazionale ― Uruguay | Cronologia completa delle presenze e delle reti in nazionale ― Uruguay | Cronologia completa delle presenze e delle reti in nazionale ― Uruguay |
| Data                                                                   | Città                                                                  | In casa                                                                | Risultato                                                              | Ospiti                                                                 | Competizione                                                           | Reti                                                                   | Note                                                                   |
| ---------------------------------------------------------------------- | ---------------------------------------------------------------------- | ---------------------------------------------------------------------- | ---------------------------------------------------------------------- | ---------------------------------------------------------------------- | ---------------------------------------------------------------------- | ---------------------------------------------------------------------- | ---------------------------------------------------------------------- |
| 13-10-2014                                                             | Mascate                                                                | Oman                                                                   | 0 – 3                                                                  | Uruguay                                                                | Amichevole                                                             | -                                                                      |                                                                        |
| 17-11-2015                                                             | Montevideo                                                             | Uruguay                                                                | 3 – 0                                                                  | Cile                                                                   | Qual. Mondiali 2018                                                    | -                                                                      | 71’                                                                    |
| 27-5-2016                                                              | Montevideo                                                             | Uruguay                                                                | 3 – 1                                                                  | Trinidad e Tobago                                                      | Amichevole                                                             | -                                                                      |                                                                        |
| 9-6-2016                                                               | Filadelfia                                                             | Uruguay                                                                | 0 – 1                                                                  | Venezuela                                                              | Coppa America 2016 - 1º turno                                          | -                                                                      |                                                                        |
| 13-6-2016                                                              | Santa Clara                                                            | Uruguay                                                                | 3 – 0                                                                  | Giamaica                                                               | Coppa America 2016 - 1º turno                                          | -                                                                      |                                                                        |
| 1-9-2016                                                               | Mendoza                                                                | Argentina                                                              | 1 – 0                                                                  | Uruguay                                                                | Qual. Mondiali 2018                                                    | -                                                                      |                                                                        |
| 6-9-2016                                                               | Montevideo                                                             | Uruguay                                                                | 4 – 0                                                                  | Paraguay                                                               | Qual. Mondiali 2018                                                    | -                                                                      |                                                                        |
| 6-10-2016                                                              | Montevideo                                                             | Uruguay                                                                | 3 – 0                                                                  | Venezuela                                                              | Qual. Mondiali 2018                                                    | -                                                                      | 89’                                                                    |
| 11-10-2016                                                             | Barranquilla                                                           | Colombia                                                               | 2 – 2                                                                  | Uruguay                                                                | Qual. Mondiali 2018                                                    | -                                                                      | 44’                                                                    |
| 10-11-2016                                                             | Montevideo                                                             | Uruguay                                                                | 2 – 1                                                                  | Ecuador                                                                | Qual. Mondiali 2018                                                    | -                                                                      |                                                                        |
| 15-11-2016                                                             | Ñuñoa                                                                  | Cile                                                                   | 3 – 1                                                                  | Uruguay                                                                | Qual. Mondiali 2018                                                    | -                                                                      |                                                                        |
| 23-3-2017                                                              | Montevideo                                                             | Uruguay                                                                | 1 – 4                                                                  | Brasile                                                                | Qual. Mondiali 2018                                                    | -                                                                      |                                                                        |
| 31-8-2017                                                              | Montevideo                                                             | Uruguay                                                                | 0 – 0                                                                  | Argentina                                                              | Qual. Mondiali 2018                                                    | -                                                                      |                                                                        |
| 10-10-2017                                                             | Montevideo                                                             | Uruguay                                                                | 4 – 2                                                                  | Bolivia                                                                | Qual. Mondiali 2018                                                    | -                                                                      | 77’                                                                    |
| 10-11-2017                                                             | Varsavia                                                               | Polonia                                                                | 0 – 0                                                                  | Uruguay                                                                | Amichevole                                                             | -                                                                      |                                                                        |
| 14-11-2017                                                             | Vienna                                                                 | Austria                                                                | 2 – 1                                                                  | Uruguay                                                                | Amichevole                                                             | -                                                                      |                                                                        |
| 26-3-2018                                                              | Nanning                                                                | Galles                                                                 | 0 – 1                                                                  | Uruguay                                                                | Amichevole                                                             | -                                                                      | 78’                                                                    |
| 8-9-2018                                                               | Houston                                                                | Messico                                                                | 1 – 4                                                                  | Uruguay                                                                | Amichevole                                                             | -                                                                      | 83’                                                                    |
| 12-10-2018                                                             | Seul                                                                   | Corea del Sud                                                          | 2 – 1                                                                  | Uruguay                                                                | Amichevole                                                             | -                                                                      | 46’                                                                    |
| Totale                                                                 |                                                                        | Presenze                                                               | 19                                                                     |                                                                        | Reti                                                                   | 0                                                                      |                                                                        |

## Palmarès

### Competizioni internazionali
- Coppa Sudamericana: 1

Independiente: 2017
- Coppa Suruga Bank: 1

Independiente: 2018